# Flatkaka

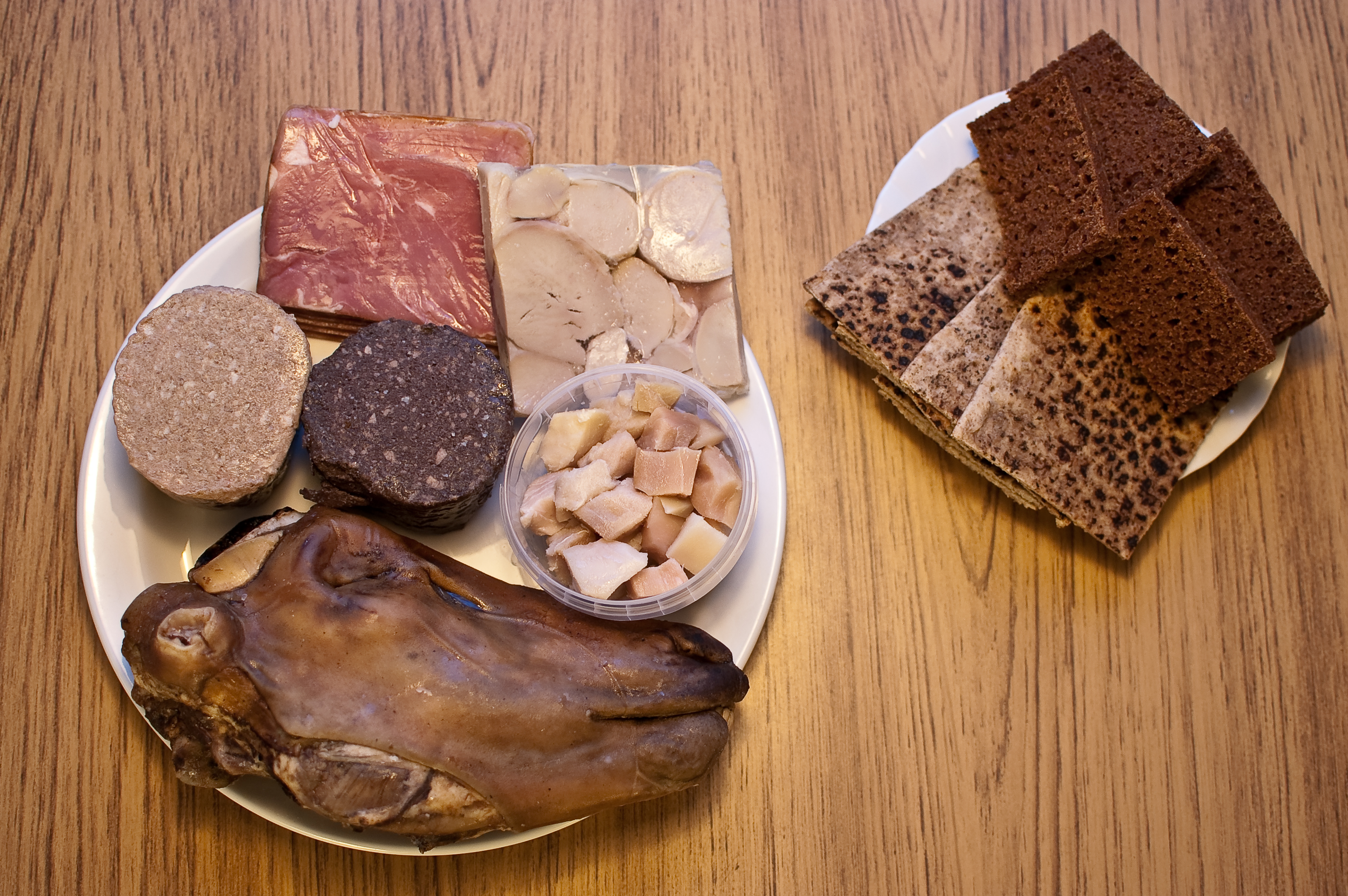
Algunos alimentos tradicionales islandeses (plato de la izquierda: Hangikjöt, Hrútspungar, Lifrarpylsa, Blóðmör, Hákarl, Svið. plato de la derecha: Rúgbrauð, Flatbrauð)

Flatkökur, flatkaka (lit. "torta chata") o flatbrauð (lit. "pan chato") es un tipo de pan de centeno sin levadura propio de Islandia. El flatkaka es blando, redondo , delgado y oscuro con la forma de la sartén en la que se lo preparó.
Tradicionalmente el flatkaka era cocido sobre piedras calientes o directamente entre las cenizas del fuego, posteriormente en pequeñas sartenes de hierro, y en la actualidad el flatkaka es preparado en los hogares colocando la masa sobre una placa calentada con electricidad. Por lo general el flatkaka que se comercializa en las tiendas es más grueso y más seco que el elaborado en los hogares, a causa del agregado de harina de trigo en los productos comerciales.
Se supone que la tradición islandesa de preparar planes chatos se remonta a la colonización de Islandia en el siglo IX. En la antigüedad a veces se utilizaba, fjallagrös (liquen de Islandia, Cetraria islandica) como un suplemento para elaborar flatkaka a causa de la escasez de granos en la isla.
Por lo general el flatkaka se sirve cortado partido por la mitad o en cuartos, acompañado de manteca o pâté de cordero, con hangikjöt, salmón ahumado o hasta arenque curado.